# Velo Sports Center
Das VELO Sports Center ist eine Radrennbahn in Carson, Kalifornien, und die einzige in den Vereinigten Staaten, die den internationalen Standards des Weltradsportverbandes UCI entspricht.
Das VELO Sports Center befindet sich innerhalb des Sportskomplexes StubHub Center auf dem Campus der California State University, Dominguez Hills. Die Radrennbahn ist 250 Meter lang, 7 Meter breit und besteht aus Sibirischer Fichte, die Kurvenüberhöhung beträgt 45 Grad. Die Bahn dient als Trainingszentrum für die US-amerikanische Bahn-Nationalmannschaft. Erster Wettbewerb auf der Bahn waren die UCI-Bahn-Weltmeisterschaften der Junioren im Jahre 2004. Die Sportstätte kann auch für andere sportliche Zwecke genutzt werden, darunter Volley- und Basketball sowie für Taekwondo-Turniere. Auch haben dort Fitnessunternehmen ihren Sitz.
Im Oktober 2013 wurde im VELO Sports Center die Hollywood Cycling Championship ausgetragen, der erste mehrtägige Bahnradsport-Wettbewerb nach Sechstage-Art in den USA nach 40 Jahren (das letzte Sechstagerennen fand 1973 in Detroit statt). Veranstalter war der ehemalige US-amerikanische Sechstagefahrer Jack Simes, der selbst in Detroit noch den zweiten Platz belegt hatte. Unter den Startern befanden sich neben US-amerikanischen Nachwuchsfahrern bekannte Namen aus Europa wie Franco Marvulli, Jesper Mørkøv und Andreas Graf. Es gewannen die Deutschen Leif Lampater und Christian Grasmann.
Das Velodrom befindet sich wenige hundert Meter südlich vom ehemaligen Standort des Olympic Velodrome der Olympischen Spiele 1984, das 2003 abgerissen wurde. An seiner Stelle befindet sich heute das Fußballstadion des StubHub Centers. 2028 sind die Bahnradsport-Wettbewerbe der Olympischen Sommerspiele 2028 im Velo Sports Center geplant.
Bis zur Eröffnung des Mattamy National Cycling Centre im kanadischen Milton im Januar 2015 war das VELO Sports Center die einzige Radrennbahn in Nordamerika, die für internationale Wettbewerbe der UCI zugelassen war.